# Fetoscopia

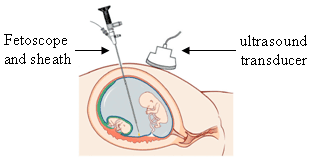

Fetoscopia é um exame endoscópico realizado para observar o feto durante a gravidez.